# Serokomla (gmina)
Pour les articles homonymes, voir Serokomla.
Serokomla est une gmina rurale (gmina wiejska) du powiat de Łuków, dans la Voïvodie de Lublin, dans l'est de la Pologne.
Son siège administratif (chef-lieu) est le village de Serokomla, qui se situe environ 25 kilomètres (km) au sud de Łuków (siège du powiat) et 53 kilomètres au nord de la capitale régionale Lublin (capitale de la voïvodie).
La gmina couvre une superficie de 77,23 km2 pour une population de 4 157 habitants en 2006.

## Histoire
De 1975 à 1998, la gmina est attachée administrativement à l'ancienne Voïvodie de Siedlce.

Depuis 1999, elle fait partie de la nouvelle voïvodie de Lublin.

## Géographie
La gmina inclut les villages (sołectwa) de:

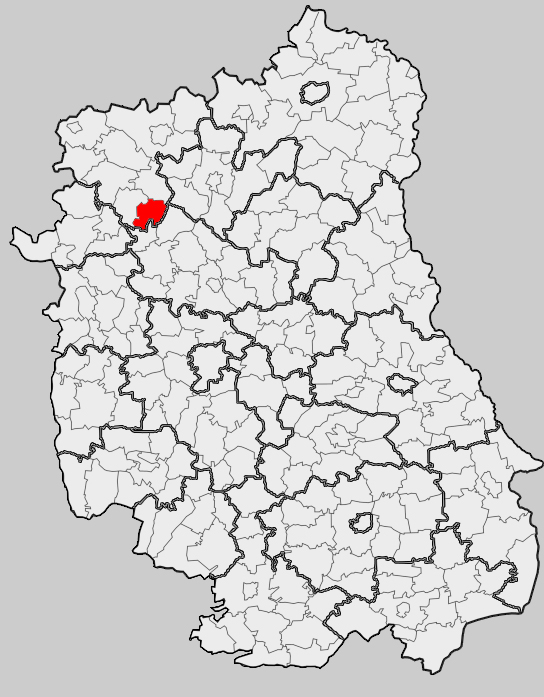
Position de la gmina dans la voïvodie

- Bielany Duże
- Bronisławów Duży
- Bronisławów Mały
- Charlejów
- Czarna
- Ernestynów
- Hordzież
- Józefów Duży
- Krzówka
- Leonardów
- Nowa Ruda
- Pieńki
- Poznań
- Ruda
- Serokomla
- Wola Bukowska
- Wólka

### Gminy voisines
La gmina de Serokomla est voisine des gminy de:
- Adamów
- Jeziorzany
- Kock
- Wojcieszków

## Structure du terrain
D'après les données de 2002, la superficie de la commune de Serokomla est de 77,23 kilomètres carrés, répartis comme telle :
- terres agricoles : 81 %
- forêts : 13 %

La commune représente 5,54 % de la superficie du powiat.

## Démographie
Données du 30 juin 2004:
| Description        | Total  | Total | Femmes | Femmes | Hommes | Hommes |
| ------------------ | ------ | ----- | ------ | ------ | ------ | ------ |
| Unité              | Nombre | %     | Nombre | %      | Nombre | %      |
| Population         | 4 161  | 100   | 2 134  | 51,3   | 2 027  | 48,7   |
| Densité (hab./km²) | 53,9   | 53,9  | 27,6   | 27,6   | 26,2   | 26,2   |